# Маклакова, Элеонора Петровна
Элеонора Петровна Маклакова (7 мая 1939 — 30 апреля 2024) — советский и российский художник по костюмам

 кино, театра и телевидения, лауреат американской телевизионной премии «Эмми» (1986), обладательница главного приза ассоциации дизайнеров Калифорнии (California designers association) (1986), профессор Школы-студии МХАТ (1996), Народный художник России (1997), академик Российской Академии кинематографических искусств России (2001).

## Биография
В 1964 году окончила Школу-студию МХАТ по специальности художник-технолог сцены (мастерская Вадима Шверубовича).
С 1964 по 2005 год работала на киностудии имени М. Горького художником по костюмам. Участвовала в создании сложнопостановочных фильмов с крупнейшими режиссёрами, операторами, художниками.
С 1990-х годов участвовала в создании кинофильмов в качестве консультанта по костюмам. Работала в Национальном комитете по выдвижению на приз Академии кинематографических искусств и наук «Оскар».
С 1982 года — преподаватель Школы-студии МХАТ, профессор. В 1989 году основала отделение Художник-технолог сценического костюма по авторской программе, в 2005 году преобразованное в Кафедру сценического костюма.
Принимала участие во всех крупных профессиональных выставках, организованных Союзом художников и Союзом кинематографистов. Персональные выставки проходили в Москве, Лос-Анджелесе, Кёльне.
Эскизы костюмов хранятся в Французской синематеке (La Cinémathèque Française), музее Государственного академического Большого театра, Государственном музее А. С. Пушкина, Российской государственной библиотеке искусств, Государственном музее кино, Государственном мемориальном и природном заповеднике "Музей-усадьба Л. Н. Толстого «Ясная Поляна», частных коллекциях. Костюмы к кинофильмам хранятся в Государственном историческом музее, Государственном музее кино, Государственном мемориальном и природном заповеднике "Музей-усадьба Л. Н. Толстого «Ясная Поляна»", музее киностудии имени Максима Горького, музее Государственного академического Большого театра, GP 11 (Рим).
Была членом Гильдии художников кино и телевидения Союза кинематографистов России.
Скончалась 30 апреля 2024 года, не дожив неделю до своего 85-летия.

### Личная жизнь
- Была замужем за композитором Микаэлом Таривердиевым (1931—1996)[6].

## Избранная фильмография
- 1965 — «Сердце матери», 2 серии (в титрах Э. Горбачева, совместно Н. Шнайдер), режиссёр М. Донской, оператор М.Якович, художник Б. Дуленков
- 1966 — «Верность матери» (в титрах Э. Горбачева, совместно с Натальей Шнайдер), режиссёр М. Донской, оператор М. Якович, художник Б. Дуленков
- 1966 — «Волшебная лампа Аладдина» (в титрах Э. Горбачева), режиссёр Б. Рыцарев, операторы В. Дульцев, Л. Рогозин, художники К. Загорский, А. Анфилов
- 1971 — «Остров сокровищ», режиссёр Е. Фридман, оператор В. Базылев, художник К. Загорский, композитор А. Рыбников
- 1972 — «Земля, до востребования», режиссёр В. Дорман, оператор М. Гойхберг, художник М. Горелик, композитор М. Таривердиев
- 1975 — «Тайна горного подземелья», режиссёр Л. Мирский, операторы В. Базылёв, А. Филатов, художник Б. Комяков, композитор Л. Афанасьев
- 1976 — «Красное и чёрное», телевизионный фильм, 4 серии, режиссёр С. Герасимов, оператор Р. Цурцумия, А. Рехвиашвили, художник П.Пашкевич
- 1980 — «Карл Маркс. Молодые годы», телевизионный фильм, 7 серий, (совместно с Г. Шмидтом (ГДР)), режиссёр Л. Кулиджанов, оператор В. Юсов, художники П. Пашкевич, Г. Хельвиг (ГДР)
- 1980 — «Юность Петра», 2 серии, (совместно с Г. Шмидтом (ГДР)), режиссёр С. Герасимов, операторы С.Филиппов, Х. Хардт (ГДР), художники В. Дуленков, А. Попов, И.Келлер (ГДР)
- 1980 — «В начале славных дел», 2 серии, (совместно с Г. Шмидтом (ГДР)), режиссёр С. Герасимов, операторы С. Филиппов, Х. Хардт (ГДР), художники В. Дуленков, А.Попов
- 1982 — «Звезда и смерть Хоакина Мурьеты», режиссёр В. Грамматиков, оператор А. Антипенко, художник К. Загорский, композитор А. Рыбников
- 1984 — «Лев Толстой», 2 серии (при участии Е. Червонской), режиссёр С. Герасимов, оператор С. Филиппов, художники А. Попов, М. Калина (ЧССР)
- 1986 — «Пётр Великий», 7 серий, (при участии С. Улсамер (Италия)), режиссёры М. Чомски, Л. Шиллер, оператор В. Стораро (Италия), художники А. Попов, Д. Блезард (Великобритания)
- 1988 — «Евгений Онегин» (Eugene Onegin), ЧССР, фильм-опера, (совместно с М. Чорбой (ЧССР)), режиссёр П. Вайгель (ЧССР)
- 1990 — «Униженные и оскорблённые» (при участии М. Федоровой), режиссёр А. Эшпай, операторы С. Юриздицкий, А. Казаренсков, художник В. Власков
- 1991 — «Умирать не страшно», режиссёр Лев Кулиджанов, оператор С. Филиппов, художник А. Попов.

## Спектакли
- 1996 — «Травиата» Дж. Верди, режиссёр В. Васильев, художник-сценограф С. Бархин, Большой театр (ГАБТ)
- 1996 — «Евгений Онегин» П. И. Чайковский, режиссёр Сергей Арцибашев, художник-сценограф С. Бархин, Новая опера
- 1996 — «Первая любовь» А. Головин, режиссёр Евгений Колобов, художник-сценограф Э. Гейдебрехт, Новая опера

## Призы, награды, номинации
- 1971 — Диплом Объединённого творческого бюро СК СССР киностудии имени М. Горького за лучшие костюмы за 1971 год за кинофильм «Остров сокровищ»
- 1972 — Диплом Объединённого творческого бюро СК СССР киностудии имени М. Горького за лучшие костюмы за 1972 год за фильм «Земля, до востребования»
- 1975 — Диплом Объединённого творческого бюро СК СССР киностудии имени М. Горького за лучшие костюмы за 1975 год за фильм «Красное и чёрное»
- 1978 — Диплом Объединённого творческого бюро СК СССР киностудии имени М. Горького за лучшие костюмы за 1978 год за фильм «Карл Маркс. Молодые годы»
- 1980 — Золотая медаль ВДНХ СССР за фильм «Юность Петра». № 1037-Н: 17.12.1980 г.
- 1982 — Диплом Объединённого творческого бюро СК СССР киностудии имени М. Горького за лучшие костюмы за 1982 год за фильм «Звезда и смерть Хоакина Мурьеты»
- 1984 — Диплом Объединённого творческого бюро СК СССР киностудии имени М. Горького за лучшие костюмы за 1984 год за фильм «Лев Толстой»
- 1986 — Премия американской телевизионной премии «Эмми» за фильм «Пётр Великий»[1]
- 1986 — Главный приз ассоциации дизайнеров Калифорнии за фильм «Пётр Великий»
- 1986 — Серебряная медаль ВДНХ СССР. № 788-Н: 28.10.1986 г.
- 2 апреля 1987 — Заслуженный художник РСФСР
- 1992 — Номинация Премии Российской Академии кинематографических искусств России «Ника» за лучшую работу художника по костюмам за фильмы «Умирать не страшно», «Униженные и оскорблённые»
- 25 августа 1997 — Народный художник Российской Федерации — за большие заслуги в области искусства[2]
- 23 октября 1998 — Орден Почёта — за многолетнюю плодотворную деятельность в области театрального искусства и в связи со 100-летием Московского Художественного академического театра[7]
- 2003 — Медаль «Лауреат ВВЦ». № 58: 05.11.2003 г.
- 27 июля 2005 — Благодарность Министра культуры и массовых коммуникаций Российской Федерации — за многолетнюю и успешную работу в системе кинематографии и в связи с 90-летним юбилеем киностудии[8].
- 2013 — Золотая «Чайка» за 30 лет работы в МХТ.
- 6 декабря 2019 — Орден Дружбы — за большой вклад в развитие отечественной культуры и искусства, многолетнюю плодотворную деятельность[9]
- 2021 — Специальная премия «Золотая маска» «За выдающийся вклад в развитие театрального искусства»[10].